# 양백상업고등학교
양백상업고등학교는 충청북도 청주시 흥덕구에 있었던 산업체 부설 고등학교이다.
양백상업고등학교(1977~2006) : 충청북도 청주시 흥덕구에 있었던 산업체 부설 고등학교로 모기업인 대농의 부도로 인해 2006년 25회 졸업식을 끝으로 폐교되었으며, 2010년에 솔밭초등학교가 과거 양백상업고등학교 부지에 들어서며 개교했다.

## 연혁
- 1977년 : 대농부설여자중학교로 설립인가
- 1978년 : 제1회 입학식(842명 입학)
- 1979년 : 대농부설여자실업고등학교로 변경
- 1981년 : 양백여자상업고등학교로 개칭
- 1983년 : 제2회 입학식(132명 입학)
- 2000년 : 양백상업고등학교로 교명 변경
- 2006년 : 제3회 입학거행(942명 입학)
- 2008년 : 제4회 졸업식(졸업생 623명, 졸업생 누계 2828명)
- 2013년 : 제14대 장밤순 교장취임
- 2016년 : 제5회 입학식(982명 입학)
- 2017년 : 제6회 입학식(943명 입학)
- 2019년 : 제7회 졸업식(졸업생 935명, 졸업생 누계 2354명)
- 2020년 : 제8회 입학식(993명 입학)
- 2021년 : 제9회 입학식(135명 입학)

## 폐교 이후
폐교 이후, 학교 부지에 솔밭초등학교가 2010년에 개교하였다.